# Four Seasons Place Kuala Lumpur
Il Four Seasons Place Kuala Lumpur è un grattacielo ad uso misto di Kuala Lumpur, in Malaysia.  Attualmente è il terzo hotel più alto del mondo e il terzo edificio più alto della Malaysia. Il grattacielo si trova accanto alle Torri Petronas.

## Caratteristiche
L'edificio, alto 342 metri ha 65 piani ed è stato completato nel 2018.
Questo progetto, che è il primo della Four Seasons nel sud est asiatico, è stato lanciato dall'ex primo ministro della Malaysia, Najib Razak, il 30 gennaio 2013. Questo evento è stato anche accompagnato dal Presidente di Venus Assets, Tan Sri Syed Yusof e assistito da Sultan Sharafuddin Idris Shah.

## Critica
Il design e la posizione dell'hotel sono criticati per aver bloccato la vista da molte parti della città delle Torri Petronas.
Per difendersi da queste critiche, l'allora Ministro del Turismo e della Cultura della Malaysia, Nazri Aziz, ha dichiarato che "Ci sono persone che sono disposte a pagare per soggiornare in tali hotel e ci sarebbero più turisti che visiterebbero anche le torri data la loro vicinanza "